# Luizi-Călugăra (gmina)
Luizi-Călugăra – gmina w Rumunii, w okręgu Bacău. Obejmuje miejscowości Luizi-Călugăra i Osebiți. W 2011 roku liczyła 3553 mieszkańców.